# Gustave Glotz
Pour les articles homonymes, voir Glotz.
Gustave Glotz, né le 17 février 1862 à Haguenau et mort le 16 avril 1935 à Paris, est un historien français, spécialiste de la Grèce antique.

## Biographie
Appartenant à une vieille famille alsacienne de religion juive, il entre à l'École normale supérieure, puis obtient l'agrégation d'histoire en 1885. En 1907, il est chargé de cours d'histoire grecque à la Faculté des lettres de Paris (Sorbonne), poste qu'il occupera jusqu'en 1913, année durant laquelle il devient professeur d'histoire grecque (et ce jusqu'en 1935). Il succède ainsi à Paul Guiraud. Il décède en 1935, en fonctions.
Il devient membre de l'Académie des inscriptions et belles-lettres en 1920, et président en 1928. Il est particulièrement connu pour ses travaux sur l'histoire économique de la Grèce et des cités grecques.

## Origines de la cité grecque
Selon Glotz, les premiers hommes arrivés en Grèce étaient des pasteurs semi-nomades en provenance des Balkans. La base de leur société était le clan patriarcal, dont les membres descendaient tous du même ancêtre et adoraient la même divinité. Par l'union de plusieurs clans se constituaient des « fraternités », c'est-à-dire des groupes armés. Lorsque ces groupes avaient devant eux des entreprises importantes, ils se réunissaient en un petit nombre de tribus, entièrement indépendantes sur les plans religieux, politiques et militaires, mais qui reconnaissaient toutes l'autorité d'un roi suprême qui était leur chef.
Glotz distingue dans la ville antique deux commencements : une époque archaïque — 1500-1400 avant notre ère — correspondant à l'âge minoen, avec la formation en Grèce des premiers noyaux urbains, et une époque dorique, une sorte de « Moyen Âge » hellénique, caractérisé par le chaos et les invasions, et auquel ne survécurent que les cités fortifiées et les acropoles, capables de dominer solidement le pays.

## Postérité
Son nom est donné au Centre Gustave-Glotz, regroupement de chercheurs qui dépendait de l'Université Paris IV, du CNRS et de l'Université Paris 1 Panthéon-Sorbonne. Ce centre a fondé une revue (Cahiers du Centre Gustave-Glotz dont 16 numéros, soit 287 contributions étaient en ligne avec Persée en 2012, couvrant la période 1991-2006). Ils sont publiés depuis 1990, en recueil d’articles sur le thème « Du pouvoir dans l’antiquité », sous la direction de Claude Nicolet.
En 1991, la revue devient annuelle (revue d’histoire de l’Antiquité, en grande partie spécialisée dans l’étude des institutions et des structures sociales des mondes hellénistique et romain). Des dossiers thématiques et des articles de varia, très souvent en français, anglais ou italien traitent de ce sujet.
Au 1er janvier 2010, les Cahiers du Centre Gustave-Glotz deviennent l’une des revues de l’équipe ANHIMA (Anthropologie et histoire des mondes antiques, UMR 8210 du CNRS), issue de la fusion du Centre Louis-Gernet, du Centre Gustave-Glotz et de l’équipe Phéacie.

## Publications
- La solidarité de la famille dans le droit criminel en Grèce (1904), lire en ligne sur Gallica

- Prix Bordin (Antiquité classique) 1905 de l’Académie des inscriptions et belles-lettres
- L’Ordalie dans la Grèce primitive (1904)
- Études sociales et juridiques sur l’Antiquité grecque (1906), lire en ligne sur Gallica
- Le travail dans la Grèce ancienne : histoire économique de la Grèce ancienne depuis la période homérique jusqu’à la conquête romaine (1920), lire en ligne sur Gallica
- La Civilisation égéenne (1923), lire en ligne sur Gallica
- La Cité grecque (1928), lire en ligne sur Gallica